# Relaciones Uganda-Venezuela
Las relaciones Uganda-Venezuela se refieren a las relaciones internacionales que existen entre Uganda y Venezuela. Ambos países establecieron relaciones diplomáticas en 1970.

## Historia
En 1962 Venezuela es elegida por primera vez como miembro no permanente del Consejo de Seguridad de las Naciones Unidas, y el 15 de octubre votó a favor la admisión de Uganda como miembro de la ONU en la resolución 177 del Consejo de Seguridad.
Uganda y Venezuela establecieron relaciones diplomáticas el 27 de abril de 1970.
Ambos países firmaron un memorándum de entendimiento el 23 de julio de 2010 en Kampala.
El 15 de julio de 2012 Olga Fonseca es designada como embajadora concurrente de Venezuela en Uganda. El 27 de julio de 2012 Fonseca fue encontrada muerta en su residencia oficial en Nairobi, Kenia, asesinada por estrangulamiento. Medios locales reportaron que la designación de Fonseca fue vista por los responsables de su asesinato como un riesgo para sus presuntas operaciones ilícitas, y que el personal de la embajada venezolana usaba vehículos oficiales y valijas diplomática para el tráfico de estupefacientes.

## Misiones diplomáticas
- Venezuela cuenta con una embajada concurrente en Nairobi, Kenia.[9]
- Uganda cuenta con una embajada concurrente en Washington D.C, Estados Unidos.